# Scuola di Wessobrunn

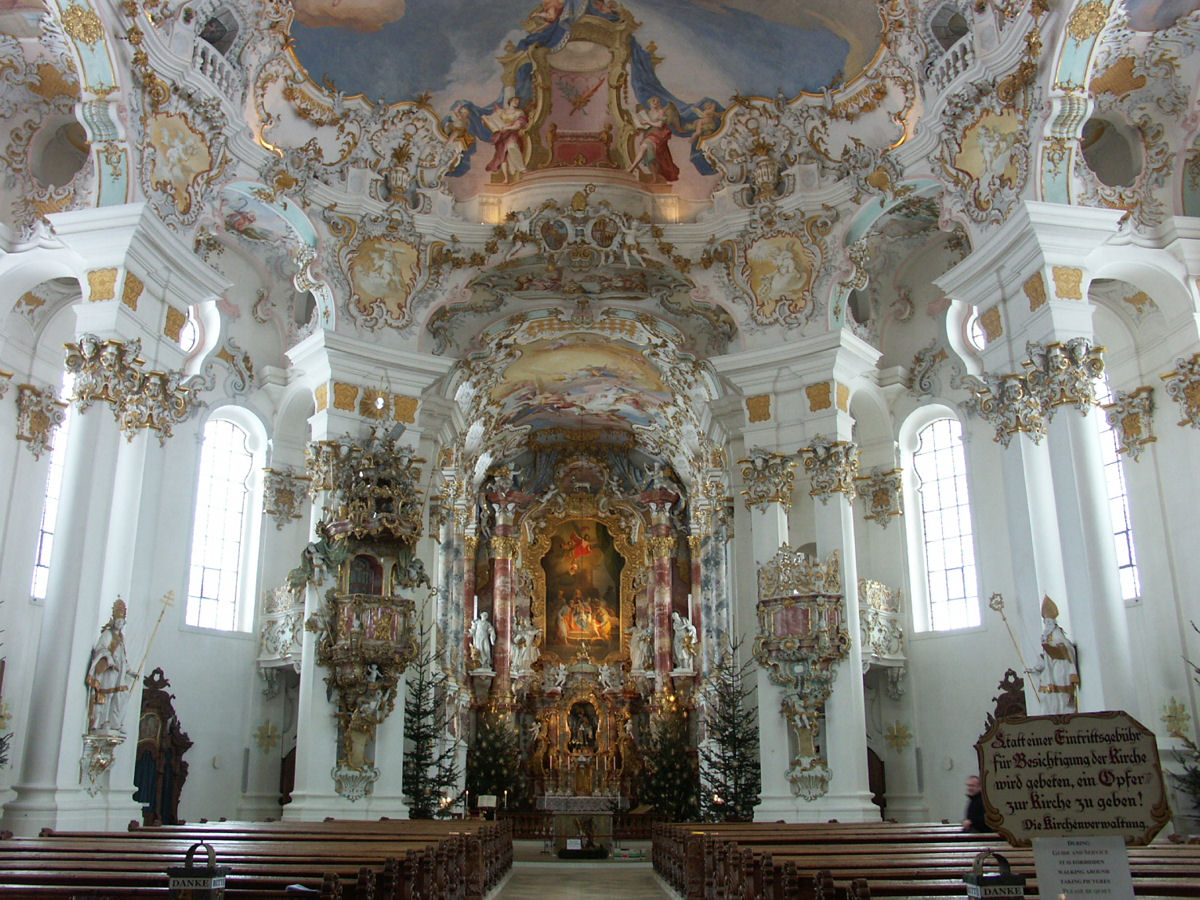
Wieskirche di Zimmermann

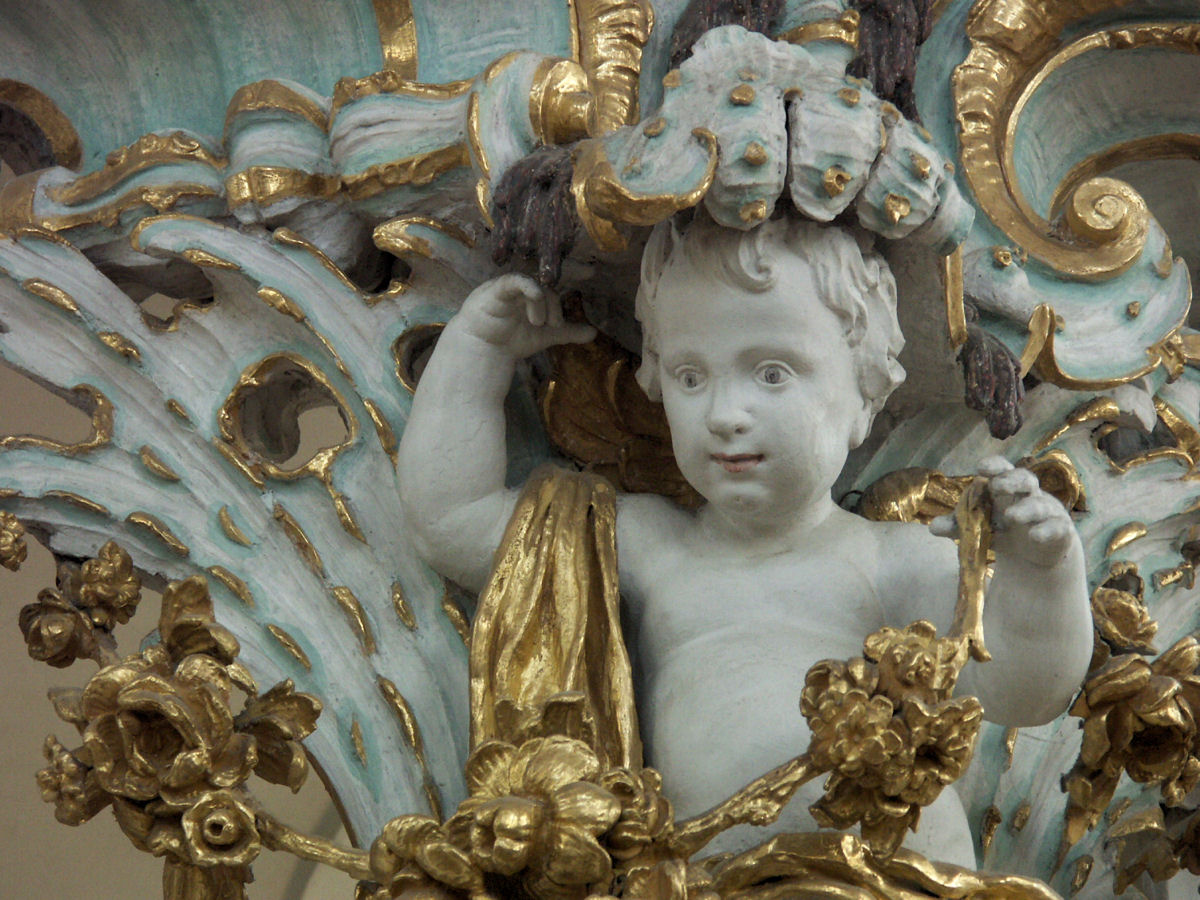
Wieskirche, stucchi degli Zimmermann

La scuola di Wessobrunn (Wessobrunner Schule) fu una scuola tedesca di architettura, celebre per aver formato, nei secoli XVII e XVIII, intere famiglie di notevoli architetti, decoratori-stucchisti e pittori di stile Barocco e in particolare Rococò. Fondata dall'architetto Caspar Feichtmayr insieme al collega Johann Schmuzer, ebbe come esponenti più importanti i fratelli Johann Baptist e Dominikus Zimmermann, autori della Wieskirche e le famiglie di artisti Schmutzer e Feuchtmayer, alle quali si devono le basiliche di Ottobeuren, Zwiefalten, e l'Abbazia di Stams.
Opera di artisti di questa scuola sono anche le sontuose decorazioni dell'abbazia di San Gallo in Svizzera.
Il nome, coniato nel 1888 dagli storici Gustav von Bezold e Georg Hacker, deriva da quello dell'abbazia benedettina di Wessobrunn, dove gli artisti studiavano e lavoravano.

## Immagini di opere di appartenenti alla scuola di Wessobrunner

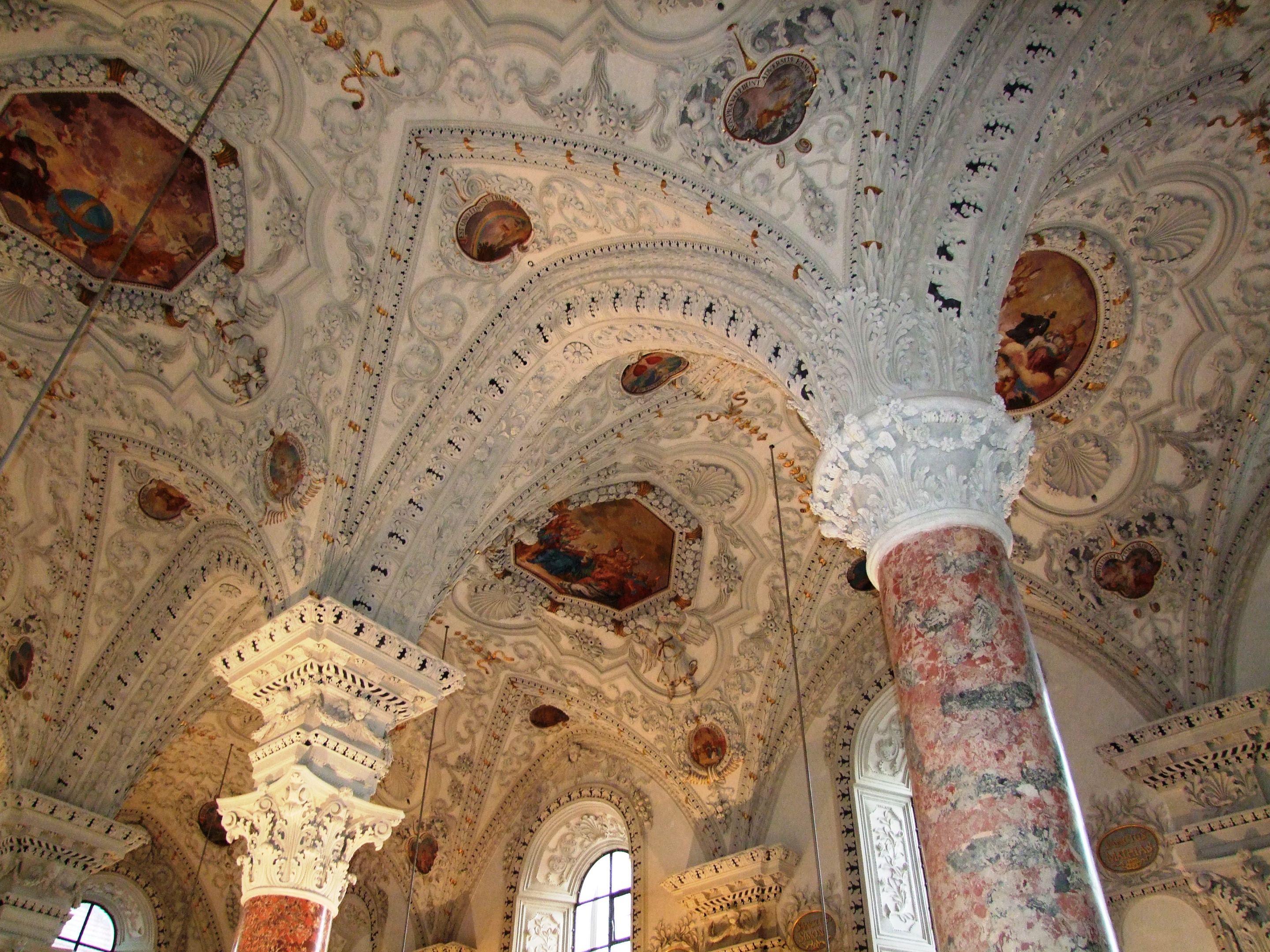
Memmingen, Monastero della Santa Croce
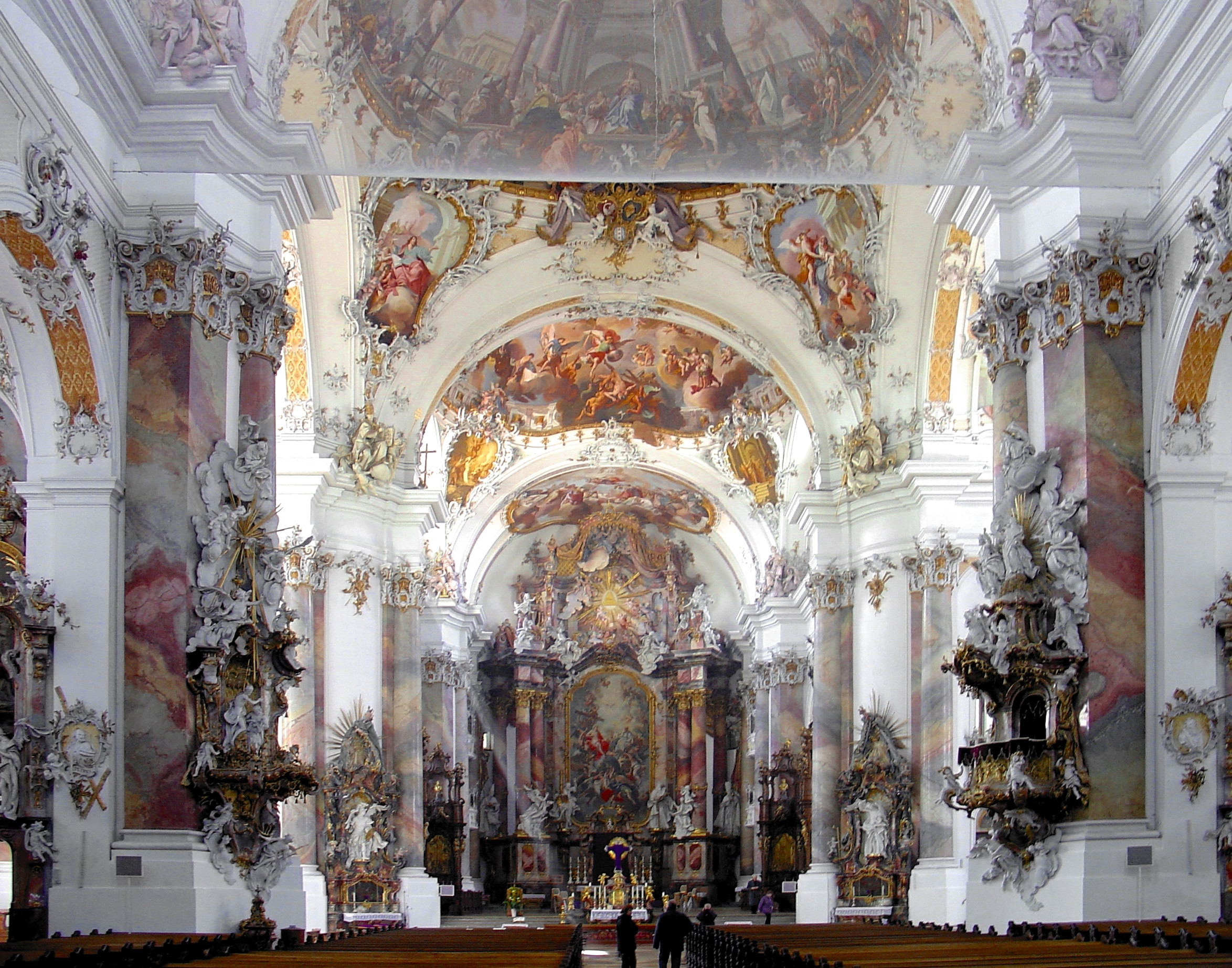
Basilica di Ottobeuren, J.M. Feuchtmayer
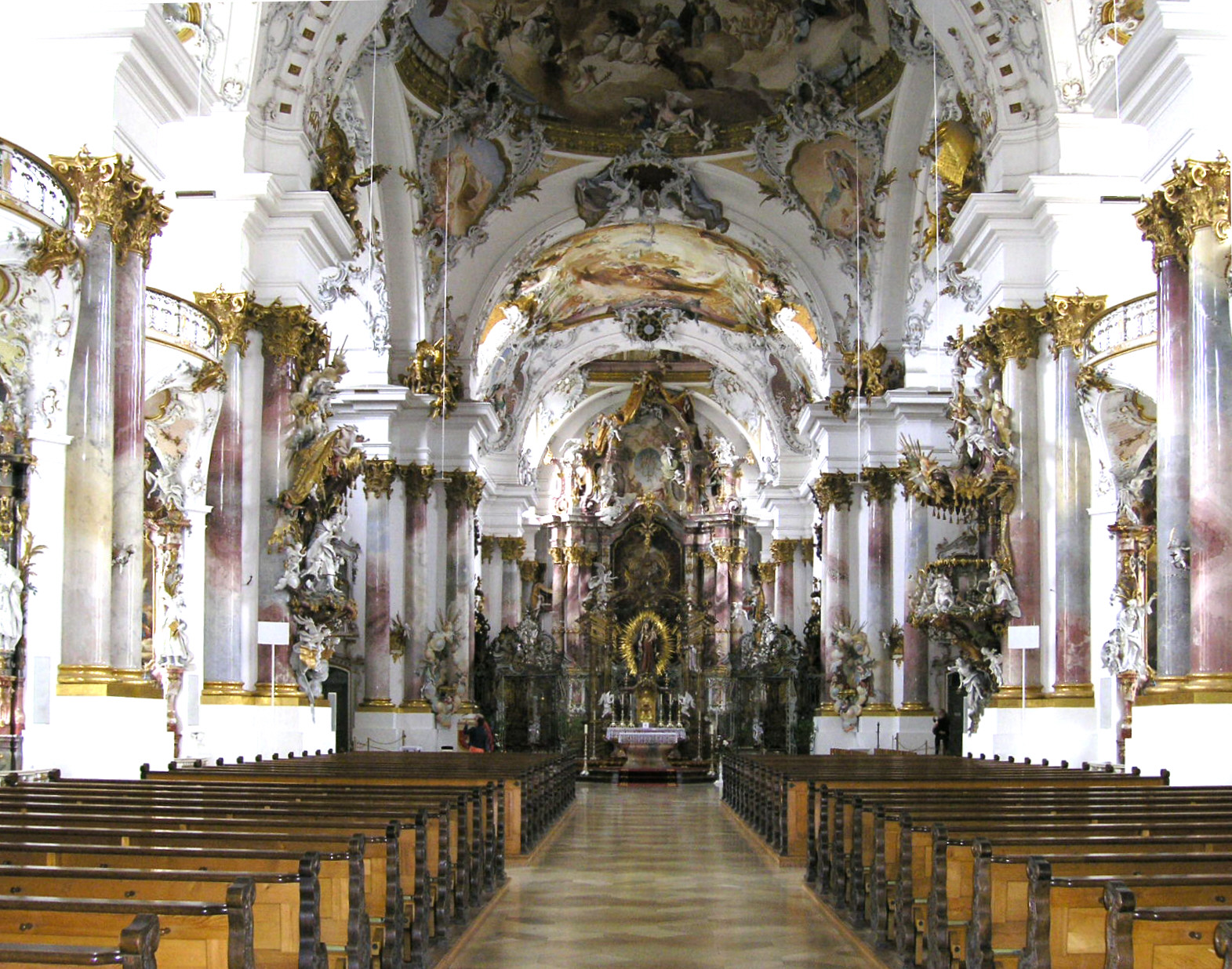
Basilica di Zwiefalten, F.X. Feuchtmayer
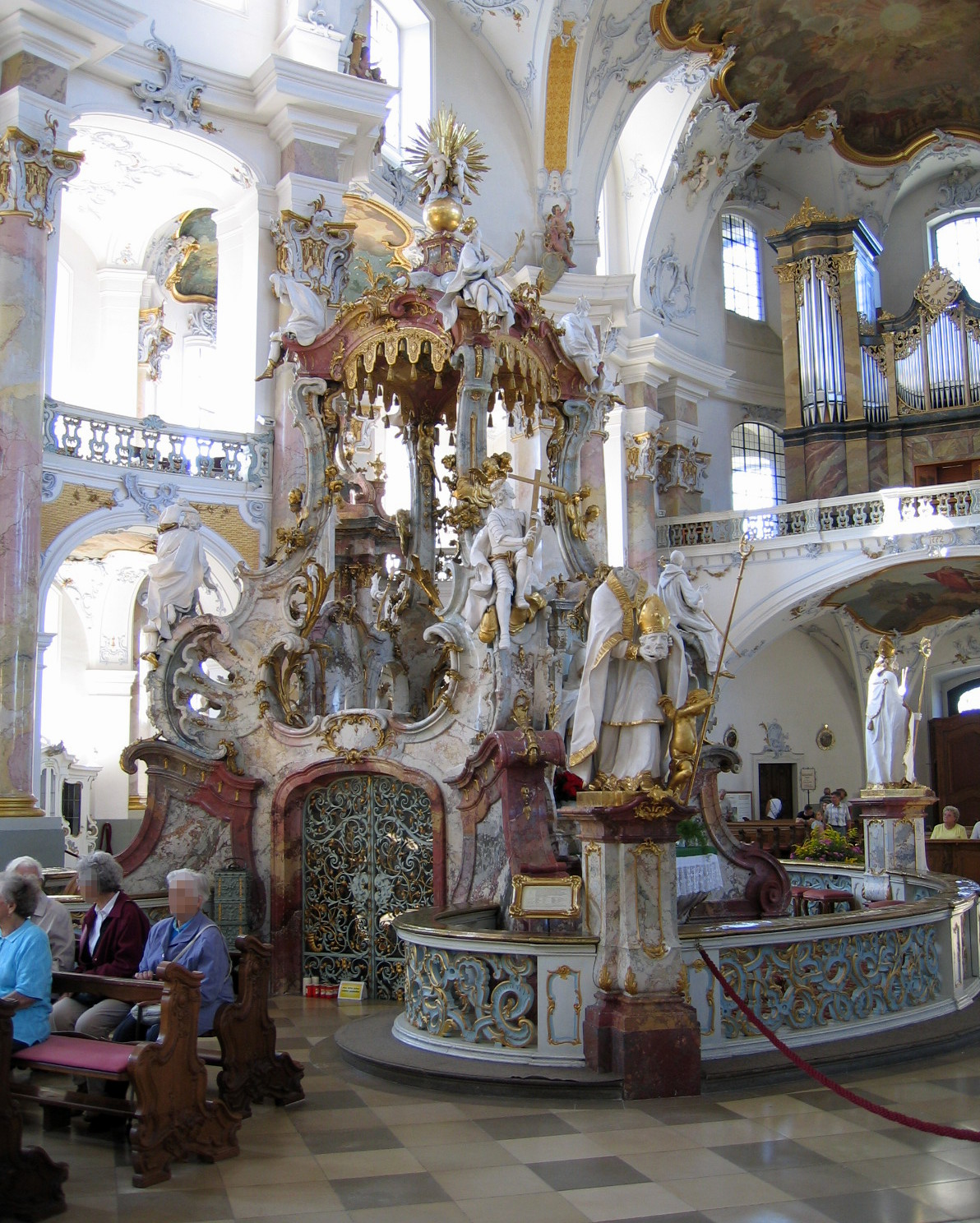
Basilica di Vierzehnheiligen, J.M. Feuchtmayer
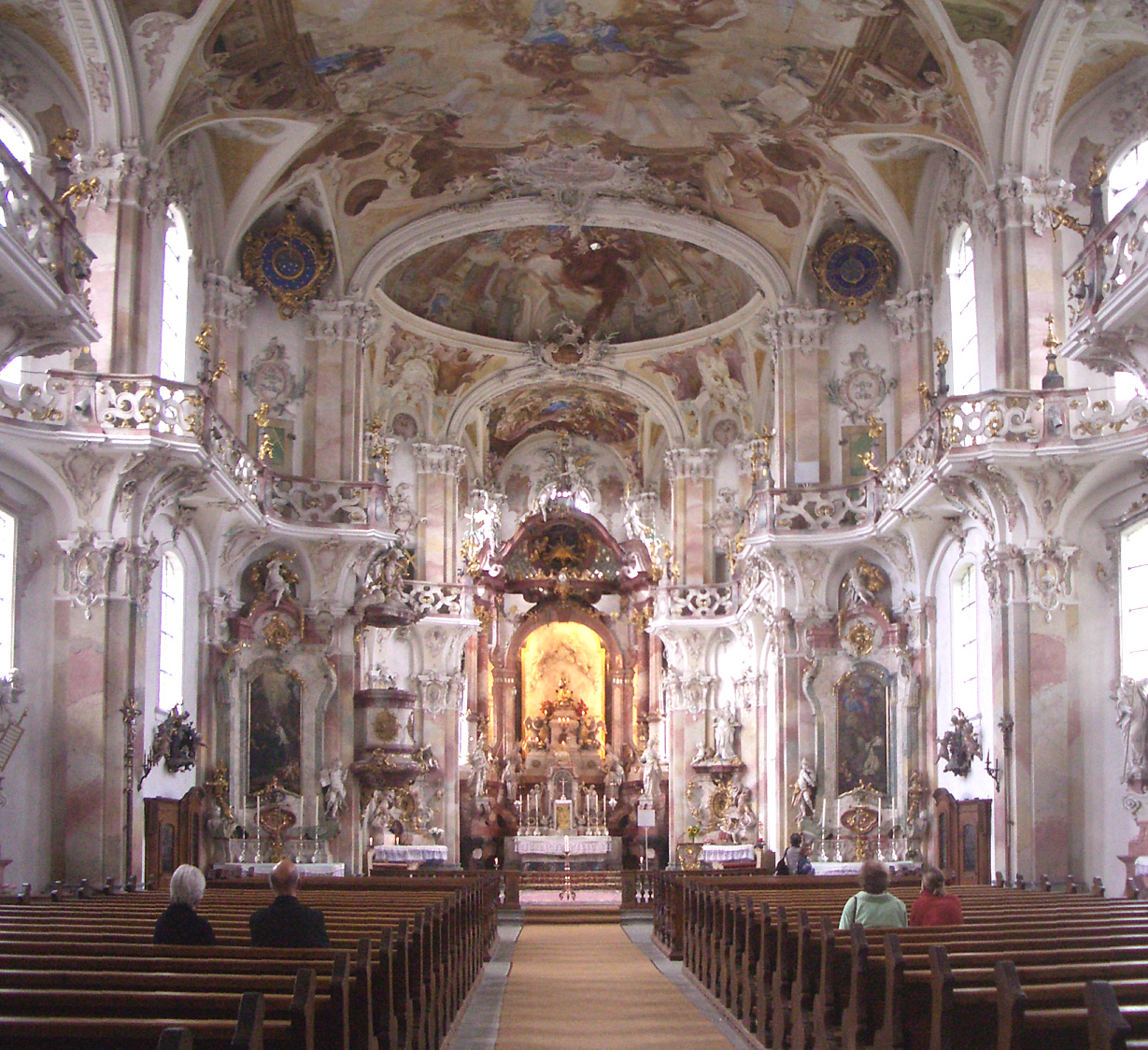
Santuario di Birnau di Feuchtmayer